# Paraíba
Paraíba är en delstat i nordöstra Brasilien, vid kusten mot Atlanten. Folkmängden uppgår till cirka 4 miljoner invånare. Huvudstad är João Pessoa, och andra stora städer är Bayeux, Campina Grande, Patos och Santa Rita. I João Pessoa ligger udden Ponta do Seixas som är Brasiliens och hela den amerikanska kontinentens östligaste fastlandspunkt. Staten har 1,9% av den brasilianska befolkningen och producerar endast 0,9% av landets BNP.